# Antoni Monserrat Quintana
Antoni Monserrat Quintana (Palma, 1947) és un advocat mallorquí del Tribunal Superior de Justícia de les Illes Balears membre del Consell General del Poder Judicial.
Es llicencià en dret el 1970 a Barcelona i es doctorà a Valladolid. S'ha especialitzat en dret civil i mercantil internacional i des de 1983, és professor de la Universitat de les Illes Balears. Durant el govern preautonòmic (1981-1983) fou director general d'Economia i Hisenda del Govern Balear. Fou elegit magistrat del TSJB a proposta del PP Balear. Ha estat el jutge instructor dels casos Formentera i Cavallistes. El seu nom fou proposat pel PP i consensuat en una llista de 20 magistrats per renovar el CGPJ el dia 7 de setembre de 2008. Resultà elegit en el Senat el dia 17 de setembre de 2008.

## Obra[6]
- La visió lul·liana del món del dret (1987)
- Societats de Responsabilitat Limitada (1991)
- Nuevos derechos fundamentales en el ámbito del derecho privado (2008)